# TOKYO FM ネット検定
『TOKYO FM ネット検定』（トウキョウ・エフエム ネットけんてい）は、エフエム東京（TOKYO FM）とその子会社であるジグノシステムジャパンが運営したオンライン検定サービス。アーティストなどにまつわる検定（クイズ形式）に無料・有料で挑戦できる。なお通常の検定試験などとは異なり、資格などを取得出来るものではない。

## 概要
TOKYO FM開局45周年特番『Your Voice, Your Music』放送と合わせて開設された。4択形式で出題し、正解数に応じてマイスター・1級・2級・3級の級位が認定され、登録しておいたメールアドレスに検定結果と画像データ形式の「デジタル認定証」が送られる。2015年5月に開始し、同年秋の米米CLUB検定・第2回石井竜也検定終了後新たな検定は行われず、2017年にサイト閉鎖となっている。

## 開催履歴
- TOKYO FM検定（2015年5月）[1]
  - 前述の特番放送と合わせて実施された。受験者の中から抽選で10名にJET STREAM詩集がプレゼントされた。
- 石井竜也検定（2015年6月・10月）
  - 6月の第1回はマイスター認定者から抽選で10人を、自身がTOKYO FMでレギュラーを務める「寺田倉庫 presents 石井竜也 TIME CAPSULE」の公開収録に招待。さらに直筆サイン入りの認定証やTシャツがプレゼントされた。
  - 10月の第2回はマイスター認定者から抽選で5名に希望の石井竜也ソロアルバム1枚サイン入り、ランキング上位10名にサイン入り認定証をプレゼント[2]。
- 茅原実里検定 (2015年7月)[3]
  - マイスター認定者の中から抽選で5人を、自身がTOKYO FMでレギュラーを務める「茅原実里 SANCTUARY」の公開収録に招待。さらに直筆サイン入りの認定証やTシャツがプレゼントされた。
- 米米CLUB検定（2015年10月）[2]
  - マイスター認定者の中から抽選で5名に希望の米米CLUBデジタルリマスターアルバム1枚サイン入り、ランキング上位10名にサイン入り認定証をプレゼント。